# Сімон Кроон
Сімон Кроон (швед. Simon Kroon, нар. 16 червня 1993) — шведський футболіст, півзахисник клубу «Естерсунд».
Виступав за молодіжну збірну Швеції.

## Клубна кар'єра
Народився 16 червня 1993 року. Вихованець юнацьких команд футбольних клубів «Лімгамнс» та «Мальме».
У дорослому футболі дебютував 2011 року виступами за головну команду «Мальме», кольори якої захищає й донині.

## Виступи за збірні
2011 року дебютував у складі юнацької збірної Швеції, взяв участь у 5 іграх на юнацькому рівні.
Протягом 2013–2014 років залучався до складу молодіжної збірної Швеції. На молодіжному рівні зіграв у 6 офіційних матчах.

## Титули і досягнення
- Чемпіон Швеції (2): 2013, 2014
- Володар Суперкубка Швеції (2): 2013, 2014